# Vyšná Sitnica
Vyšná Sitnica est un village de Slovaquie situé dans la région de Prešov.

## Histoire
Première mention écrite du village en 1430.

## Démographie

### Évolution de la population
| Année:               | 1994. | 2004.    | 2014.   | 2024.    |
| -------------------- | ----- | -------- | ------- | -------- |
| Nombre de personnes: | 458   | 410      | 382     | 325      |
| Différence:          |       | -10,48 % | -6,82 % | -14,92 % |

| Année:               | 2023. | 2024.   |
| -------------------- | ----- | ------- |
| Nombre de personnes: | 326   | 325     |
| Différence:          |       | -0,30 % |